# Коуту, Диогу ду
Дио́гу ду Ко́уту (порт. Diogo do Couto, ок.1542, Лиссабон — 10 декабря 1616, Гоа) — португальский историк, хранитель португальского национального архива Torre do Tombo в Индии.

## Биография
Изучал грамматику, латынь и риторику в иезуитском колледже в Лиссабоне, затем философию в монастыре в Бенфике. В 1559 году отправился в Индию, где провёл 10 лет. Был близким другом Камоэнса, которому в 1569 году помог вернуться из Мозамбика в Португалию.
Получив от короля Фелиппа I предписание продолжить работу над «Декалогией Азии», начатую Жуаном де Баррушем, вновь отправился в Индию, где провёл остаток жизни. Скончался в Гоа 10 декабря 1616 года.